# Phytocoris adustus
Phytocoris adustus är en insektsart som beskrevs av Stonedahl 1988. Phytocoris adustus ingår i släktet Phytocoris och familjen ängsskinnbaggar. Inga underarter finns listade i Catalogue of Life.